# 로버트 멀리컨
로버트 샌더슨 멀리컨(영어: Robert Sanderson Mulliken, ForMemRS, 1896년 6월 7일 ~ 1986년 10월 31일)은 미국의 화학자이다. 1966년에 분자구조의 이론적 해석을 발전시켜 분자궤도함수 이론을 연구한 공로로 노벨 화학상을 수상했다.

## 수상 경력
- 1963년 : 피터 디바이상
- 1966년 : 노벨 화학상
- 1983년 : 프리스틀리 메달

## 같이 보기
- 델타 결합
- 할로젠 결합
- 월시 도표